# Nick Vujicic
Nicholas James Vujicic (Melbourne, 4 dicembre 1982) è un predicatore australiano e direttore di Life Without Limbs, un'organizzazione per persone disabili.

## Biografia
Primogenito di una famiglia serba cristiana, Nick Vujicic nacque a Melbourne, Australia con una rara malattia genetica: la tetramelia; è privo di arti, senza entrambe le braccia, e senza gambe eccetto i suoi piccoli piedi, uno dei quali ha tre dita. Inizialmente, i suoi genitori rimasero sconvolti per le sue condizioni ma riuscirono ad accettarlo.

### Crescita
La sua vita è stata piena di difficoltà. Non ha potuto frequentare la scuola tradizionale a causa della sua disabilità, come la legge australiana richiede. Durante il suo periodo scolastico, la legge fu cambiata, e Nick fu uno dei primi studenti con disabilità a frequentare una scuola tradizionale.
Preso di mira dai bulli della scuola, Nick diventò estremamente depresso, ed all'età di otto anni, cominciò a pensare al suicidio.
Dopo aver supplicato Dio di fargli crescere braccia e gambe, Nick comprese che le sue condizioni erano di ispirazione per molte persone, e cominciò a ringraziare Dio di essere vivo. Un punto chiave della sua vita fu quando sua madre gli mostrò un articolo di giornale che parlava di un uomo che viveva con grandi difficoltà dovute alla sua disabilità. Questo gli fece capire di non essere il solo a vivere con grandi difficoltà. Quando aveva diciassette anni, cominciò a parlare con il suo gruppo di preghiera, ed avviò la sua organizzazione non-profit, Life Without Limbs.
Di religione evangelico pentecostale, regolarmente tiene discorsi in tutto il mondo sulla sua fede e speranza nella persona di Gesù Cristo e su come l'abbia liberato dal peso emotivo legato alla sua disabilità.

### Carriera
Nick uscì dal college all'età di 21 anni con una laurea in Ragioneria e Promozione finanziaria. Cominciò a viaggiare come uno speaker motivatore (motivational speaker), concentrandosi sull'argomento dei giovani di oggi. Tenne discorsi anche nel settore aziendale, in quanto il suo scopo era quello di diventare uno speaker ispiratore internazionale, in luoghi cristiani. Regolarmente viaggia di paese in paese per parlare a congregazioni cristiane, scuole, meetings aziendali. Ha tenuto discorsi a più di due milioni di persone fino ad ora, in dodici paesi di cinque continenti. (Africa, Europa, Asia, Oceania e Nordamerica).
Dall'età di 25 anni, Nick ha sperato di poter diventare economicamente indipendente. Intende promuovere la sua parola sia tramite show televisivi come The Oprah Winfrey Show, sia scrivendo libri. Il suo primo libro, uscito nel 2010, si intitola Life Without Limits: Inspiration for a Ridiculously Good Life.
Il suo DVD, Life's Greater Purpose, è disponibile sul sito di Life Without Limbs. Gran parte del DVD fu girato nel 2005: documenta in breve parte della sua vita quotidiana, di come lui vive senza arti. La seconda parte del DVD fu girata nella chiesa di Brisbane, dove tenne uno dei suoi primi discorsi motivazionali professionali. I suoi discorsi possono essere visti sul sito dei Premiere Speakers Bureau. Vujicic attualmente vive in California.
Il suo DVD No Arms, No Legs, No Worries è disponibile online grazie alla compagnia di speaker motivazionali Attitude Is Altitude.
La prima intervista a livello mondiale di Nick, effettuata con 20/20 (ABC) con Bob Cummings, è stata trasmessa il 28 marzo 2008.
Nel 2009 Nick Vujicic partecipa come protagonista  nel cortometraggio The Butterfly Circus.

### Vita privata
Il 12 febbraio 2012 ha sposato Kanae Miyahara. La coppia ha 4 figli: Kiyoshi James, nato il 13 febbraio 2013, Levi, nato il 7 agosto 2015 e le gemelle Olivia Mei  Ellie Laurel  nate il 20 dicembre 2017.

## Filmografia
- 2009 - Il circo della farfalla (The Butterfly Circus)